# Burkhardtsdorf
Burkhardtsdorf est une commune de Saxe (Allemagne), située dans l'arrondissement des Monts-Métallifères, dans le district de Chemnitz.

## Personnalités nées à Burkhardtsdorf
- Joachim Prinz (1902-1988), rabbin et militant des droits civiques